# Municipio de Clark (Kansas)
El municipio de Clark (en inglés: Clark Township) es un municipio ubicado en el condado de Marion en el estado estadounidense de Kansas. En el año 2010 tenía una población de 147 habitantes y una densidad poblacional de 1,57 personas por km².

## Geografía
El municipio de Clark se encuentra ubicado en las coordenadas 38°28′19″N 97°5′32″O / 38.47194, -97.09222. Según la Oficina del Censo de los Estados Unidos, el municipio tiene una superficie total de 93.34 km², de la cual 92,98 km² corresponden a tierra firme y (0,39 %) 0,37 km² es agua.

## Demografía
Según el censo de 2010, había 147 personas residiendo en el municipio de Clark. La densidad de población era de 1,57 hab./km². De los 147 habitantes, el municipio de Clark estaba compuesto por el 99,32 % blancos y el 0,68 % eran de una mezcla de razas. Del total de la población el 0 % eran hispanos o latinos de cualquier raza.